# La caída (pel·lícula de 2022)
La caída és una pel·lícula de drama esportiu mexicana-argentina-estatunidenca de 2022 dirigida per Lucía Puenzo i escrita per Puenzo, Mónica Herrera, Samara Ibrahim, Tatiana Merenuk i María Renée Prudencio. Està basada en fets reals.
La cinta va ser nominada a millor pel·lícula en coproducció amb l'Argentina en la 71a edició dels Premis Cóndor de Plata.

## Argument
Mariel és una jove clavadista que es prepara per a competir en els Jocs Olímpics i que es veu manipulada pel seu entrenador i company després de descobrir que aquest ha abusat sexualment de diverses dones.

## Repartiment
- Karla Souza com Mariel
- Hernán Mendoza com Braulio
- Dèja Ebergenyi com Nadia
- Fernanda Borches com Irene
- Claudia Lobo com Carmen
- Enrique Singer com Gerardo
- Mabel Cadena com Analía
- Christian Vazquez com Carlos
- María Renée Prudencio com a Dr. Pezet
- Francisco Pinochet Aubele com a Locutor Grec
- Ari Brickman com Cuarenton
- Assessora Clavats com a Blava
- Kike Còria com Fernando
- Axel Santiago Cruz com Clavadista
- Viviana de l'Angel com Alejandra
- Santiago Emiliano com Jaime
- Santiago Emilio com Jaime
- Serafín Esquivel com a Traumatòleg
- Gizeht Galatea com Clavadista
- Bertha Alicia Gonzalez com Fidela Neteja CDOM
- Rogelio Gonzlez com a Funcionari CDOM
- Alan Guzman com Clavadista
- Ricardo Lobera com a Caixer Farmàcia
- Nuria Loya com Brenda
- Grisha Martínez com Tizoc
- Yolotl Martínez com Alfonso
- Emily Partida com Clavadista
- Maurici Pimentel com a Pare Nadia
- Ruth Ramos com a Periodista Paty
- Amalia Rangel com a Dependenta farmàcia
- Juli Cèsar Rodríguez com Clavadista
- Cirilo Santiago com a Ponxo Vigilant
- Samantha Solorio com Clavadista
- Hannia García Villalvazo com Mariel
- Gabino Zarate com a Pare

## Premis i nominacions
| Premi                  | Data                  | Categoria                                        | Nominat  | Resultat | Ref.  |
| ---------------------- | --------------------- | ------------------------------------------------ | -------- | -------- | ----- |
| Premis Cóndor de Plata | 22 de maig de 2023    | Millor pel·lícula en coproducció amb l'Argentina | La caída | Nominat  | [ 3 ] |
| Premis Ariel           | 9 de setembre de 2023 | Millor pel·lícula                                | La caída | Nominat  | [ 4 ] |